# Nenad Stojaković
Nenad Stojaković (Zimony, 1980. április 4. –) profi szerb labdarúgó.
A belgrádi Partizanban nevelkedett, majd később külföldön megfordult a görög PAOK-ban és az indiai Sharin csapatában. 2008 márciusától az FK Rad játékosa volt. A Rad 17 tavaszi mérkőzéséből 16-on szerepelt, 11-szer kezdőként, s két gólt ért el a FK Mladenovac és a Novi Sad ellen.
Magyarországra 2008 nyarán igazolt egy sikeres próbajáték után.
2008. augusztus 6-án kötött  négyéves  szerződést a  Budapest Honvéddel. Az élvonalban 2008. augusztus 8-án a DVTK ellen debütált, a 65. percben állt be, s a mérkőzésen gólpasszt adott. Az élvonalban 19 mérkőzésen lépett pályára, de csak kétszer játszott végig egy mérkőzést. Egyetlen NB1-es gólját a REAC-nak rúgta 2008. november 8-án. A csapattal Magyar Kupát nyert.
Értéke Kispestre igazolásakor a transfermarkt.de szerint 100.000 euró volt. Egy év után szerződést bontott vele klubja.

## Sikerei, díjai
- Szerb bajnok: 2002, 2003
- Szerb kupagyőztes: 2001
- Magyar kupagyőztes: 2009